# Roszczyne
Roszczyne (ukr. Рощине, ros. Рощино, Roszczino) – wieś na Ukrainie, w Autonomicznej Republice Krymu (de iure stanowiącej integralną część państwa ukraińskiego, w 2014 anektowanej przez Rosję i odtąd funkcjonującej jako Republika Krymu), w rejonie dżankojskim. W 2001 liczyła 1242 mieszkańców, wśród których 103 wskazało jako ojczysty język ukraiński, 1005 rosyjski, 116 krymskotatarski, 2 bułgarski, 1 białoruski, 2 ormiański, a 13 inny. Według spisu ludności przeprowadzonego przez okupacyjne władze rosyjskie populacja wsi w 2014 wynosiła 928 osób.